# 그대의 향기
《그대의 향기》는 2007년 4월 16일부터 2008년 10월 26일까지 1년간 SBS 파워FM에서 방송된 라디오 프로그램이다.

## 역대 DJ
- 2007년 4월 16일 ~ 2008년 3월 30일 : 김현주
- 2008년 3월 31일 ~ 2008년 10월 26일 : 송채환

## 코너

### 매일 코너
- 흑백 사진
- 사연이 있는 음악
- 나의 사랑 나의 향기
- 6시 12분

### 주말 코너
- 불후의 명곡
- 드라이빙 뮤직
- 이럴 땐 이런 음악

## 지역 프로그램
| 프로그램          | 지역                 | 방송국 | 진행자         |
| ----------------- | -------------------- | ------ | -------------- |
| 행복발전소        | 전북특별자치도       | JTV    | 장혜라         |
| 스페이스 일공일오 | 충청북도             | CJB    | 정은영         |
| 해피투게더        | 대전광역시, 충청남도 | TJB    | 차병국         |
| 클릭투데이        | 부산광역시, 경상남도 | KNN    | 현승훈         |
| 웰빙라이프 2부    | 부산광역시, 경상남도 | KNN    | 황범           |
| 트로트쇼          | 부산광역시, 경상남도 | KNN    | 강영운         |
| 그린FM 92.3       | 울산광역시           | ubc    | 김상명, 경민정 |
| 뮤직서핑          | 광주광역시, 전라남도 | kbc    | 문애란         |